# نظام الحكم في إسرائيل

نظام الحكم الإسرائيلي يعتمد على الديمقراطية البرلمانية. رئيس وزراء إسرائيل هو رئيس الحكومة وزعيم نظام متعدد الأحزاب. تمارس السلطة التنفيذية من قبل الحكومة (المعروف أيضًا باسم مجلس الوزراء). السلطة التشريعية مخولة للكنيست. السلطة القضائية مستقلة عن السلطة التنفيذية والسلطة التشريعية. النظام السياسي لدولة إسرائيل ومبادئها الرئيسية منصوص عليها في 11 قانونًا أساسيًا. ليس لإسرائيل دستور مكتوب.

## الرئاسة
رئيس الدولة هو بحكم القانون رئيس الدولة في إسرائيل. الموقف إلى حد كبير دور غير سياسي وشرفي، ولا يعتبر جزءًا من أي فرع حكومي. تشمل الأدوار الاحتفالية للرئيس توقيع كل قانون (باستثناء ما يتعلق بسلطات الرئيس) والمعاهدة الدولية أو الثنائية، وتعيين رئيس الوزراء احتفالياً، وتأكيد واعتماد أوراق اعتماد السفراء، وتلقي أوراق اعتماد الدبلوماسيين الأجانب. الرئيس لديه أيضا العديد من الوظائف الهامة في الحكومة. الرئيس هو المسؤول الحكومي الوحيد الذي يتمتع بسلطة العفو عن السجناء أو تخفيفهم. يعيّن الرئيس حاكم بنك إسرائيل ورئيس الخدمة الوطنية للإغاثة في حالات الطوارئ ماجن ديفيد آدوم وأعضاء وقادة العديد من المؤسسات. الرئيس يعين القضاة في مناصبهم بعد اختيارهم.

## السلطة التنفيذية

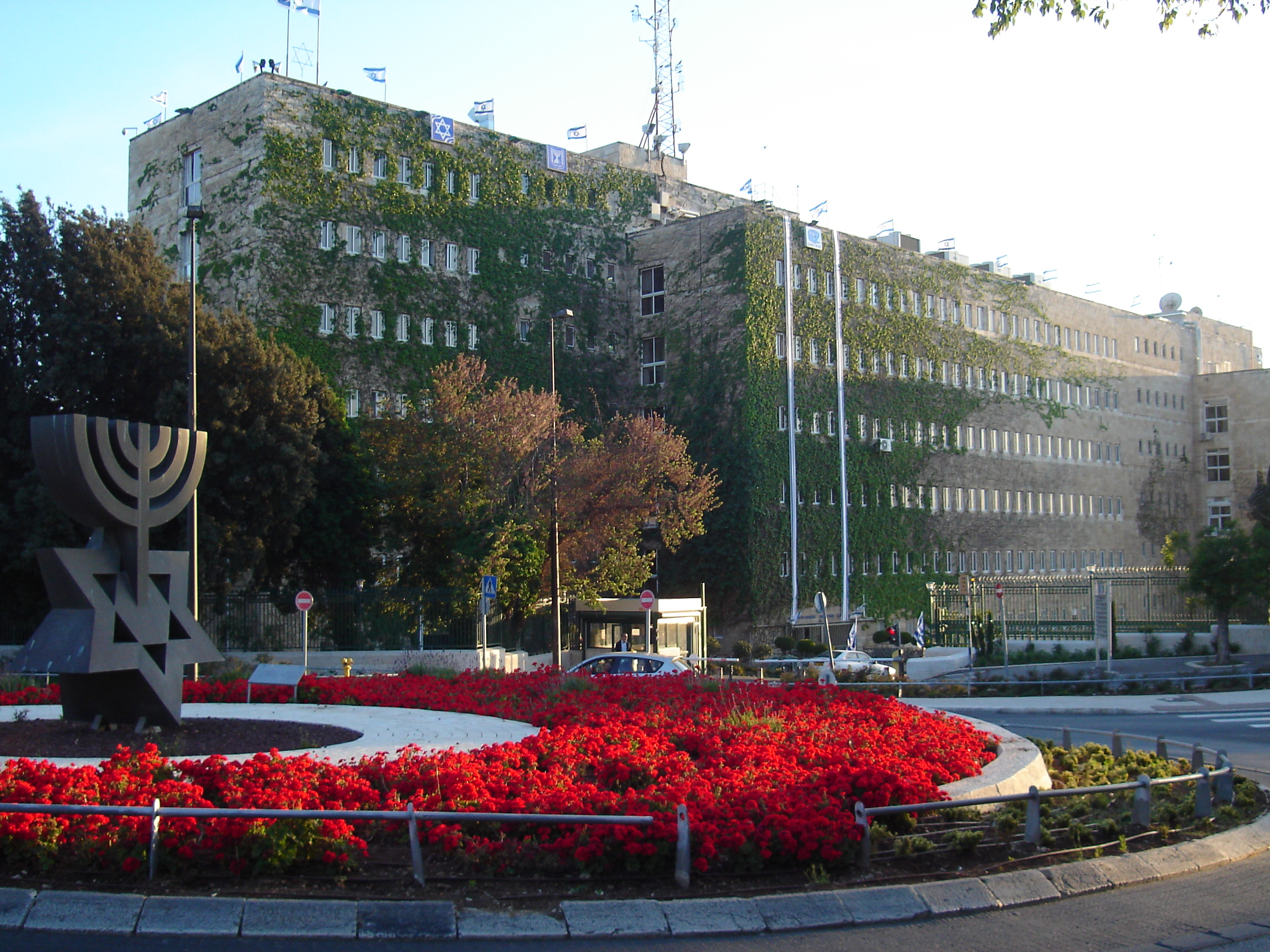
وزارة المالية في القدس

رئيس الوزراء هو أقوى شخصية سياسية في البلاد. يتم تعيين رئيس الوزراء بشكل احتفالي من قبل الرئيس بناءً على توصية من ممثلي الحزب في الكنيست، ويتخذ قرارات السياسة الخارجية والداخلية التي يتم التصويت عليها من قبل مجلس الوزراء. تتألف الحكومة من وزراء، معظمهم رؤساء الإدارات الحكومية، على الرغم من أن بعضهم نواب وزراء ووزراء ليس لديهم حقيبة. يتم تعيين الوزراء من قبل رئيس الوزراء، الذي يجب تعيين أعضاء على أساس توزيع الأصوات على الأحزاب السياسية. يجب أن تتم الموافقة على تشكيل مجلس الوزراء من قبل الكنيست. يجوز لرئيس الوزراء فصل أعضاء مجلس الوزراء، لكن يجب أن توافق الكنيست على أي بدائل. معظم الوزراء هم أعضاء في الكنيست، رغم أن رئيس الوزراء فقط هو المطلوب. يجتمع مجلس الوزراء أسبوعيًا يوم الأحد، وقد تكون هناك اجتماعات إضافية إذا اقتضت الظروف ذلك. يرأس رئيس الوزراء كل اجتماع لمجلس الوزراء.
تشكل مجموعة من الوزراء برئاسة رئيس الوزراء مجلس الوزراء الأمني المسؤول عن تحديد وتنفيذ السياسة الخارجية والدفاعية. تم تصميم هذا المنتدى لتنسيق المفاوضات الدبلوماسية، واتخاذ قرارات سريعة وفعالة في أوقات الأزمات والحروب.
للحكومة الإسرائيلية 28 وزارة، كل منها مسؤولة عن قطاع من الإدارة العامة. توجد العديد من الوزارات في مجمع كريات بن غوريون الحكومي في منطقة جفعات رام في القدس. يرأس كل وزارة وزير، وهو أيضًا عضو في مجلس الوزراء وعادة ما يكون عضوًا في الكنيست. يقوم مكتب رئيس الوزراء بتنسيق أعمال جميع الوزارات الحكومية وخدمة رئيس الوزراء ومساعدته في عمله اليومي.
يتم انتخاب مراقب الدولة، الذي يشرف على سياسات الحكومة ومراجعتها، من قبل الكنيست في اقتراع سري.

## السلطة التشريعية

### الكنيست

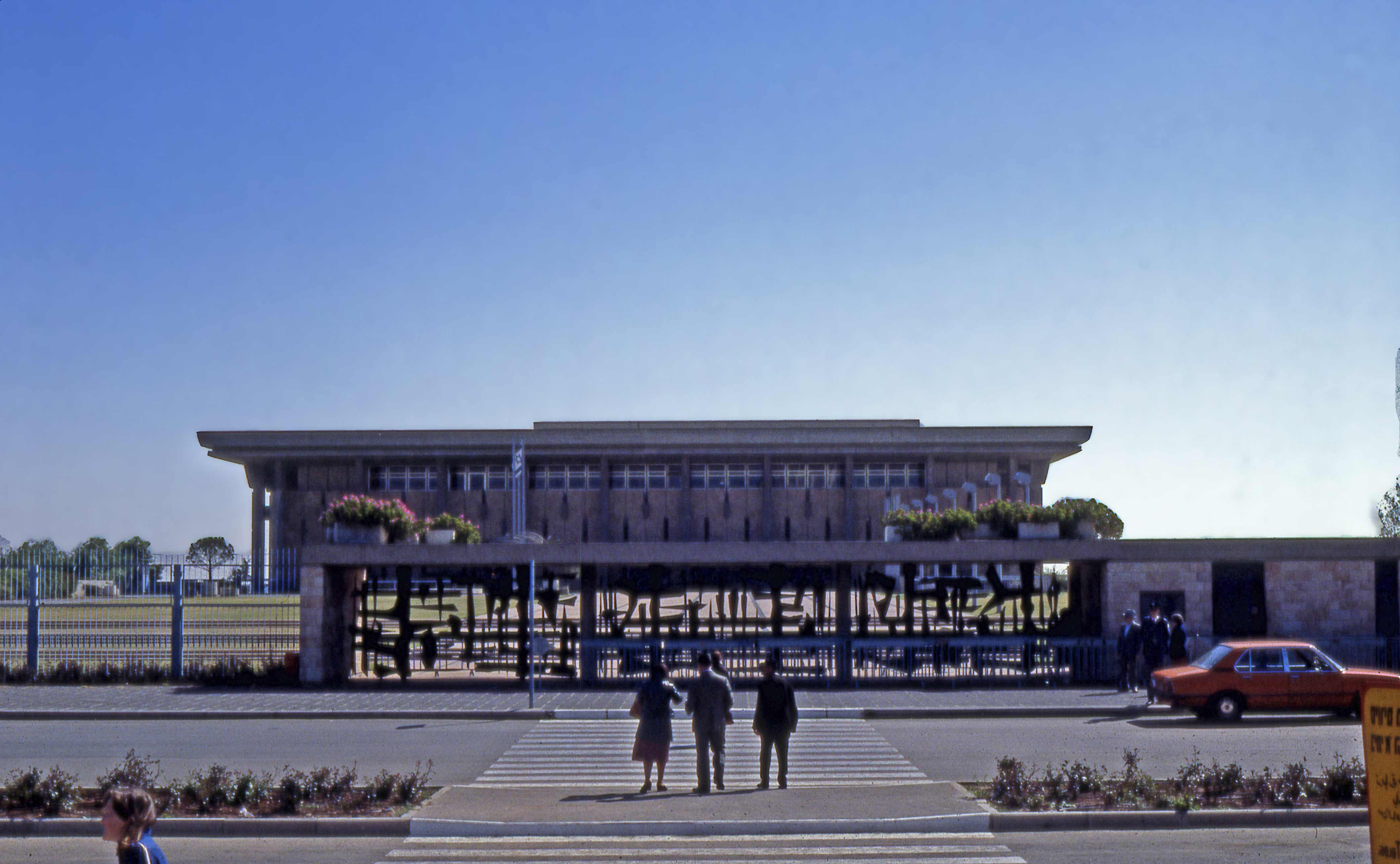
مبنى الكنيست

الكنيست هو مجلس تشريعي إسرائيلي أحادي المجلس ويجلس في القدس. يتم انتخاب أعضائها البالغ عددهم 120 عضوًا لمدة 4 سنوات من خلال التمثيل النسبي لقائمة الأحزاب ( انظر النظام الانتخابي أدناه)، وفقًا لما ينص عليه القانون الأساسي لعام 1958 : الكنيست. يتم تخصيص مقاعد الكنيست بين الأحزاب باستخدام طريقة D'Hondt للتمثيل النسبي لقائمة الأحزاب. تختار الأحزاب المرشحين باستخدام قائمة مغلقة. وبالتالي، يختار الناخبون الحزب الذي يختارونه، بدلاً من أي مرشح معين. تطلب إسرائيل من حزب الوفاء بعتبة انتخابات تبلغ 3.25٪ لتخصيص مقعد للكنيست. يمكن لجميع المواطنين الإسرائيليين الذين تبلغ أعمارهم 18 عامًا فما فوق المشاركة في الانتخابات التشريعية التي تتم عن طريق الاقتراع السري.
بصفتها الفرع التشريعي للحكومة الإسرائيلية، فإن للكنيست سلطة سن وإلغاء جميع القوانين. إنه يتمتع بسيادة برلمانية شرعية، ويمكنه إقرار أي قانون بأغلبية بسيطة، حتى قانونًا قد يتعارض مع القانون الأساسي، ما لم يكن لديه شروط محددة لتعديله. يمكن للكنيست تبني وتعديل القوانين الأساسية التي تعمل من خلال صفتها كجمعية تأسيسية. يشرف الكنيست أيضًا على الأنشطة الحكومية من خلال لجانها، ويعين رئيس الوزراء ويوافق على مجلس الوزراء، وينتخب رئيس الدولة ومراقب الدولة. كما أن لديها سلطة إقالة الرئيس ومراقب الدولة من منصبه، وإلغاء حصانة أعضائه، وحل نفسه والدعوة إلى انتخابات جديدة.
أنتجت انتخابات فبراير 2009 خمسة أحزاب سياسية بارزة. حزب كاديما، الليكود، إسرائيل بيتنا، حزب العمل وشاس، لكل منهما أكثر من عشرة مقاعد في الكنيست. ثلاثة من هذه الأحزاب كانت الأحزاب الحاكمة في الماضي. ومع ذلك، لم يشغل حزب واحد سوى 61 مقعدًا اللازمة لحكومة الأغلبية ( التحالف من 1968 حتى انتخابات 1969 ). لذلك، بصرف النظر عن هذا الاستثناء الوحيد، منذ عام 1948 كانت الحكومات الإسرائيلية تضم دائما تحالفات. اعتبارا من عام 2009، هناك 12 حزبا سياسيا ممثلا في الكنيست، يشمل كل من الأطياف السياسية والدينية.

### النظام الانتخابي
يعمل النظام الانتخابي الإسرائيلي وفقًا لمعايير القانون الأساسي (الكنيست) وقانون انتخابات الكنيست لعام 1969. يتم انتخاب أعضاء الكنيست البالغ عددهم 120 عضوًا بالاقتراع السري لفترة ولاية مدتها 4 سنوات، رغم أن الكنيست قد يقرر الدعوة إلى انتخابات جديدة قبل نهاية فترة السنوات الأربع، ويمكن للحكومة أن تتغير دون انتخابات عامة ؛ منذ انتخابات 1988، لم ينته أي من الكنيست من منصبه لمدة 4 سنوات. بالإضافة إلى ذلك يمكن استدعاء حركة الثقة. يتم التصويت في الانتخابات العامة باستخدام أعلى معدلات التمثيل النسبي في قائمة الأحزاب، باستخدام صيغة دي هوندت.
تستخدم الانتخابات العامة قوائم مغلقة، يصوت الناخبون لقوائم الأحزاب فقط ولا يمكنهم التأثير على ترتيب المرشحين داخل القوائم. منذ قانون الأحزاب لعام 1992، يجوز للأطراف المسجلة فقط الوقوف. لا توجد دوائر انتخابية منفصلة ؛ يصوت جميع الناخبين على قوائم الحزب نفسه. حق الاقتراع عالمي بين المواطنين الإسرائيليين الذين تتراوح أعمارهم بين 18 عامًا أو أكبر، ولكن التصويت اختياري. مواقع الاقتراع مفتوحة في جميع أنحاء إسرائيل ؛ تقتصر بطاقات الاقتراع الغيابي على الموظفين الدبلوماسيين والتاجر البحري. بينما يحصل كل حزب على مقعد واحد مقابل 1 من أصل 120 صوتًا، يوجد حد أدنى (ارتفع مؤخرًا إلى 3.25٪ ) للأحزاب للحصول على مقعدها الأول في الانتخابات. يهدف هذا المطلب إلى منع الأحزاب الصغيرة من البرلمان ولكنه دفع بعض الأحزاب إلى الانضمام إلى بعضها البعض لمجرد التغلب على العتبة. إن عتبة التصويت المنخفضة للدخول في البرلمان، وكذلك الحاجة إلى أحزاب ذات أعداد صغيرة من المقاعد لتشكيل حكومات ائتلافية، تؤدي إلى طيف سياسي مجزأ للغاية، حيث تمارس الأحزاب الصغيرة سلطة واسعة (بالنسبة لدعمها الانتخابي) داخل الائتلافات.
يختار الرئيس رئيس الوزراء كزعيم للحزب الأكثر قدرة على تشكيل حكومة، بناءً على عدد مقاعد البرلمان التي فاز ائتلافه. بعد اختيار الرئيس، أمام رئيس الوزراء خمسة وأربعون يومًا لتشكيل الحكومة. يجب أن يوافق الكنيست بشكل جماعي على أعضاء مجلس الوزراء. هذا النظام الانتخابي، الموروث من Yishuv (منظمة الاستيطان اليهودية خلال الانتداب البريطاني)، يجعل من الصعب للغاية على أي حزب كسب أغلبية عاملة في الكنيست، وبالتالي تشكل الحكومات بشكل عام على أساس الائتلافات. بسبب الصعوبات في عقد الائتلافات معًا، غالبًا ما تحدث الانتخابات في وقت مبكر عن الموعد المحدد. متوسط العمر الافتراضي للحكومة الإسرائيلية حوالي عامين. على مر السنين، تسببت عملية السلام، ودور الدين في الدولة، والفضائح السياسية في انهيار الائتلافات أو إنتاج انتخابات مبكرة.

## السلطة القضائية

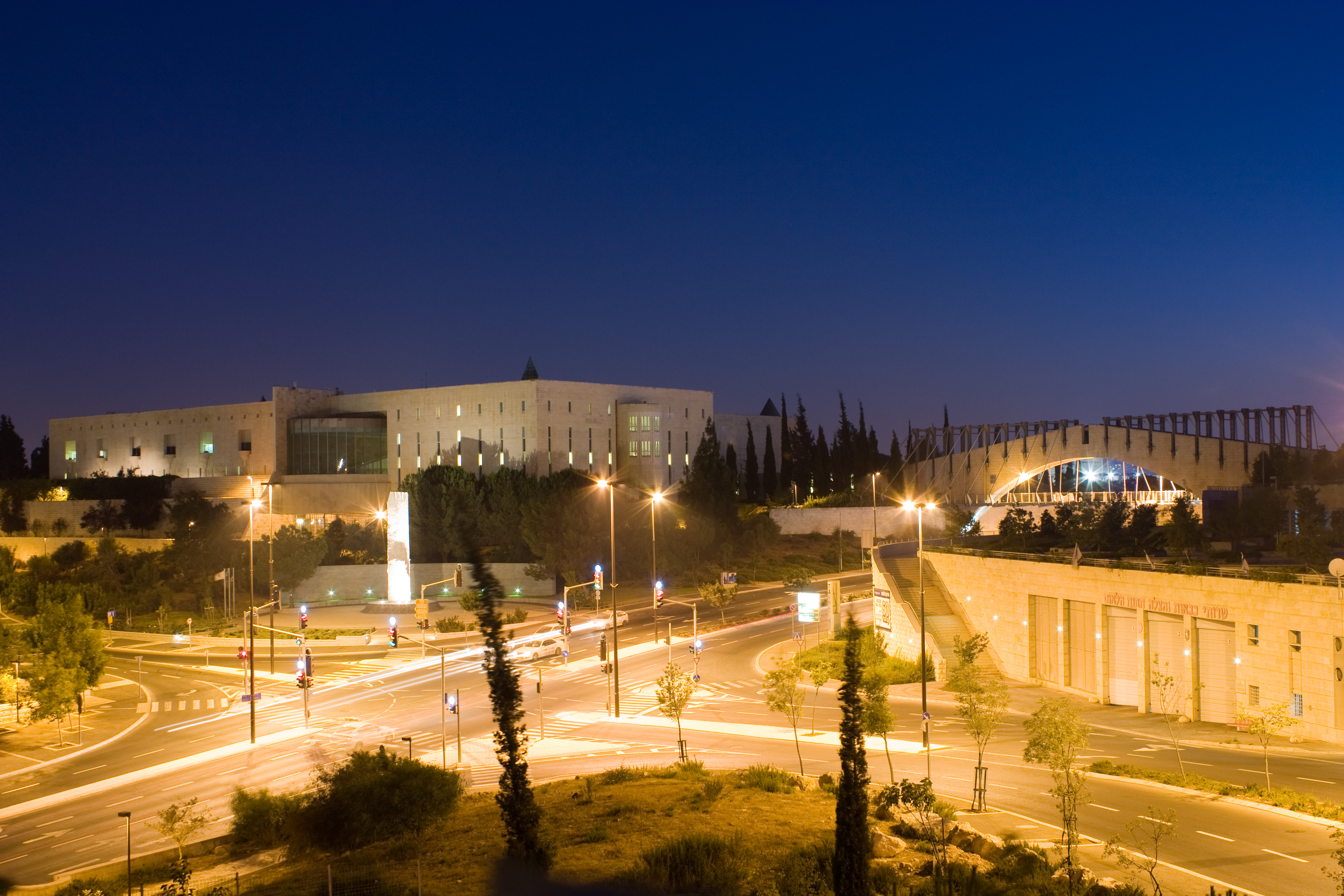
المحكمة العليا

الفرع القضائي هو فرع مستقل للحكومة، بما في ذلك المحاكم العلمانية والدينية لمختلف الديانات الموجودة في إسرائيل. يشمل نظام المحاكم ثلاث مراحل من العدالة. يتم تعيين القضاة لجميع المحاكم من قبل لجنة الاختيار القضائي. تتألف اللجنة من تسعة أعضاء: عضوان في مجلس الوزراء (أحدهما وزير العدل) وعضوان في الكنيست وعضوان في نقابة المحامين في إسرائيل وثلاثة من قضاة المحكمة العليا (أحدهم رئيس المحكمة العليا). يرأس اللجنة وزير العدل.
في نوفمبر 1985، أبلغت الحكومة الإسرائيلية الأمانة العامة للأمم المتحدة بأنها لم تعد تقبل اختصاص محكمة العدل الدولية الإلزامي.

### المحاكم القضائية
تتكون المحاكم القضائية الإسرائيلية من نظام ثلاثي الطبقات:
- تعمل محاكم الصلح كمحكمة ابتدائية
- المحاكم الإقليمية بمثابة محاكم الاستئناف والمحكمة الابتدائية في بعض الحالات ؛
- تعمل المحكمة العليا كمحكمة ابتدائية في المسائل المتعلقة بشرعية قرارات سلطات الدولة، ومحكمة الاستئناف العليا.

### المحاكم الدينية
تندرج بعض قضايا قانون الأسرة (الزواج والطلاق بشكل خاص) إما تحت اختصاص المحاكم الدينية أو تحت الولاية القضائية الموازية لهؤلاء ومحاكم الأسرة في الولاية. تحتفظ الدولة وتمول محاكم حاخامية وشرعية ومختلف المحاكم الكنسية لتلبية احتياجات المجتمعات الدينية المختلفة. جميع القضاة موظفون مدنيون، ويطلب منهم دعم القانون العام في محاكمهم كذلك. المحكمة العليا بمثابة محكمة استئناف نهائية لجميع المحاكم الدينية.
المحاكم الدينية اليهودية تحت سيطرة مكتب رئيس الوزراء والحاخامية الكبرى في إسرائيل. هذه المحاكم لها اختصاص في خمسة مجالات فقط: كشروت، السبت، الدفن اليهودي، القضايا الزوجية (خاصة الطلاق)، والوضع اليهودي للمهاجرين. ومع ذلك، باستثناء تحديد الحالة الزوجية للشخص، قد يتم أيضًا نقل جميع المسائل الزوجية الأخرى إلى محاكم الأسرة العلمانية.
للمجتمعات الدينية الرئيسية الأخرى في إسرائيل، مثل المسلمين والمسيحيين، محاكمهم الدينية الخاصة. تتمتع هذه المحاكم بسلطة قضائية مماثلة على أتباعها مثل المحاكم الدينية اليهودية، رغم أن المحاكم الدينية الإسلامية تتمتع بقدر أكبر من السيطرة على شؤون الأسرة.

### محاكم العمل

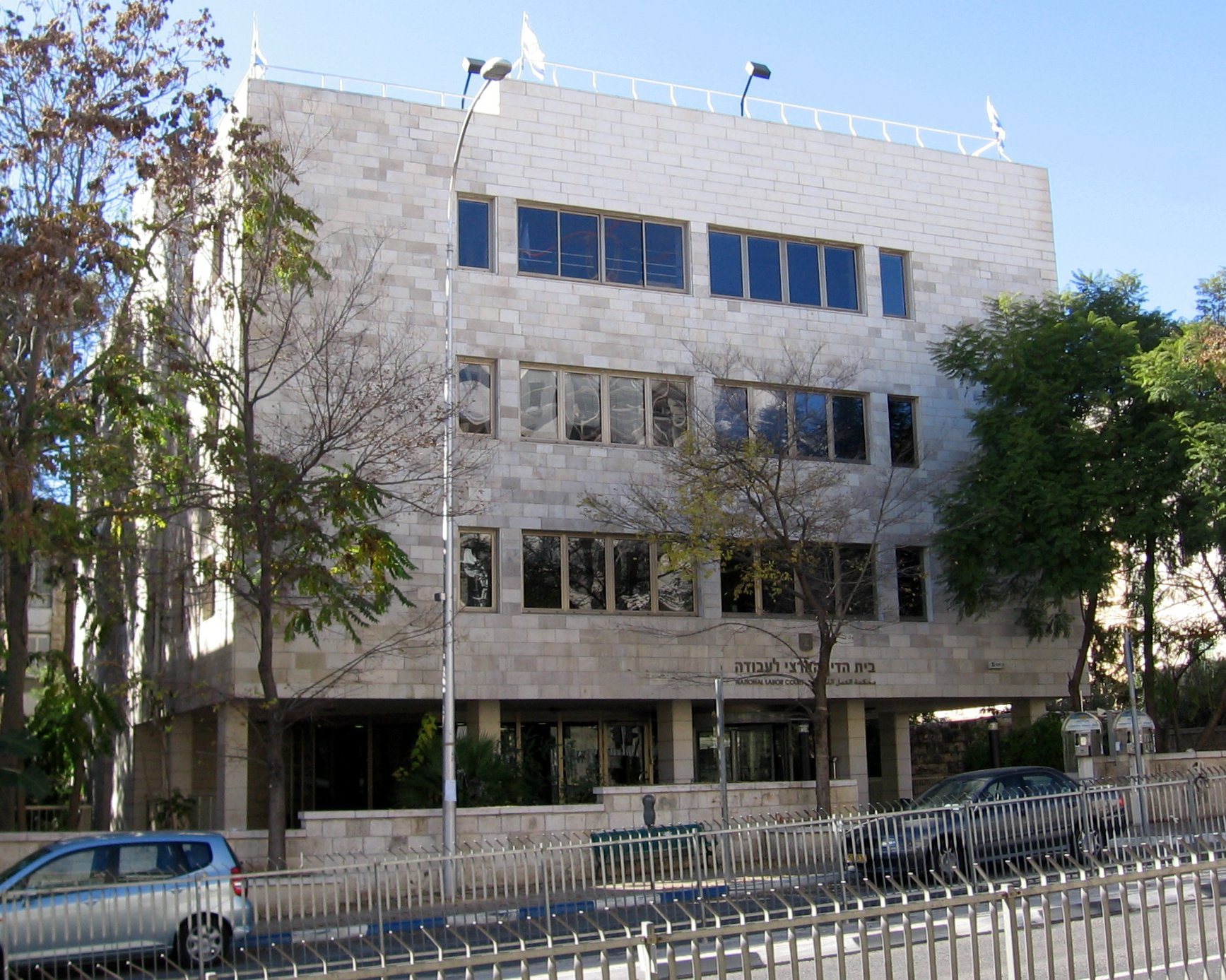
مبنى محاكم العمل

هناك خمس محاكم عمل إقليمية في إسرائيل كمحكمة ابتدائية، ومحكمة عمل وطنية في القدس للنظر في الطعون وقضايا قليلة ذات أهمية وطنية. تتمتع محاكم العمل بسلطة قضائية حصرية في القضايا التي تتضمن علاقة صاحب العمل بالموظف، والعمالة، والإضرابات والنقابات العمالية، والشكاوى المتعلقة بالعمل ضد المعهد الوطني للتأمين، ومطالبات التأمين الصحي.

### المحاكم العسكرية

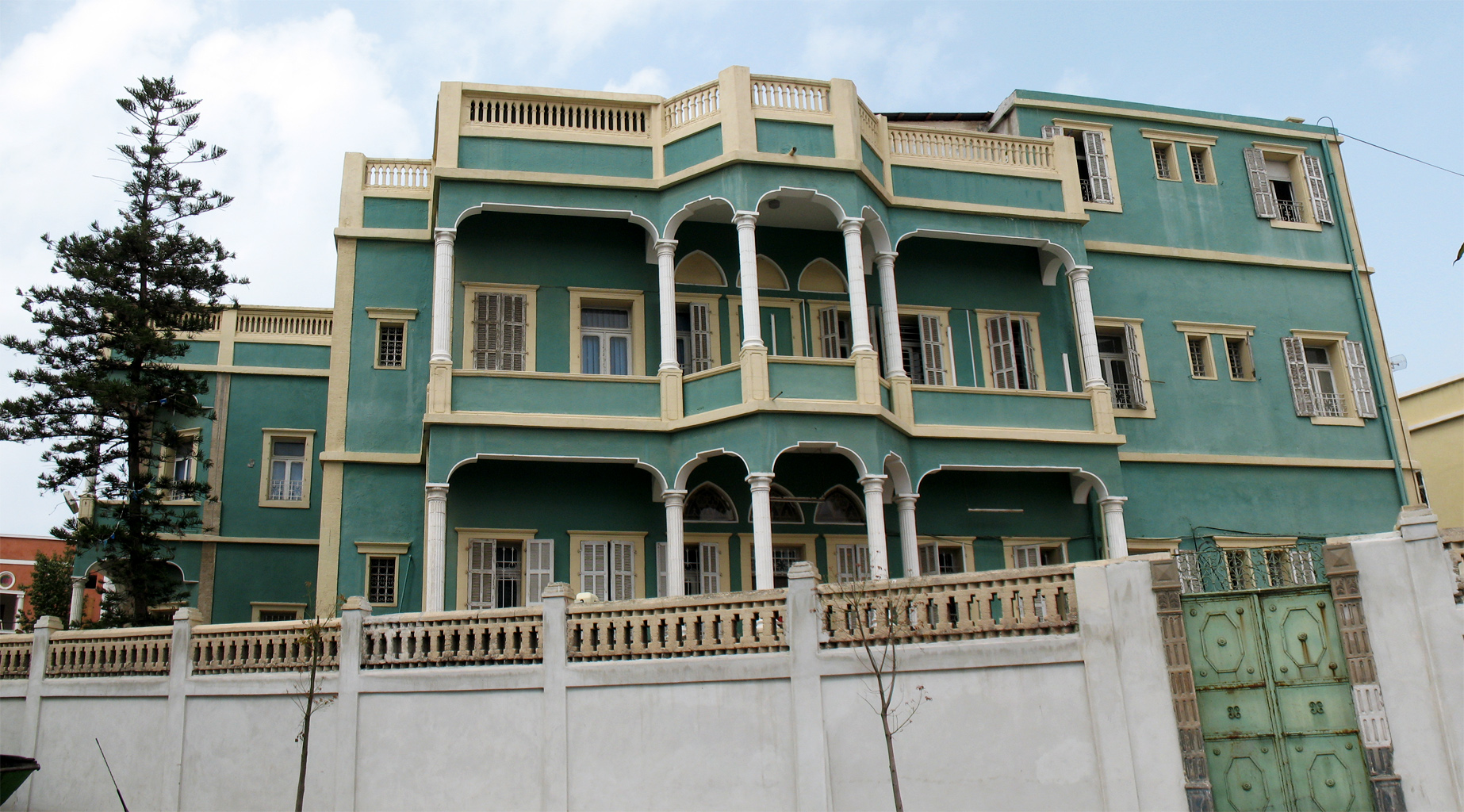
مبنى المحاكم العسكرية في يافا

تحتفظ الجيش الإسرائيلي بسلسلة من المحاكم العسكرية المحلية والمحاكم العسكرية الخاصة. محكمة الاستئناف العسكرية هي محكمة الاستئناف العليا التابعة لجيش الدفاع الإسرائيلي. وهي تنظر وتحكم في الطعون المقدمة من المحامي العام العسكري، والتي تتحدى القرارات الصادرة عن المحاكم الأدنى.

### المحاكم البحرية
في جميع المسائل المتعلقة بالبحرية، والشحن التجاري، والحوادث في البحر، والمسائل البحرية الأخرى، تتمتع محكمة حيفا الجزئية، بصفتها محكمة الأميرالية، بسلطة قضائية حصرية على مستوى المدينة.

## الحكومات المحلية

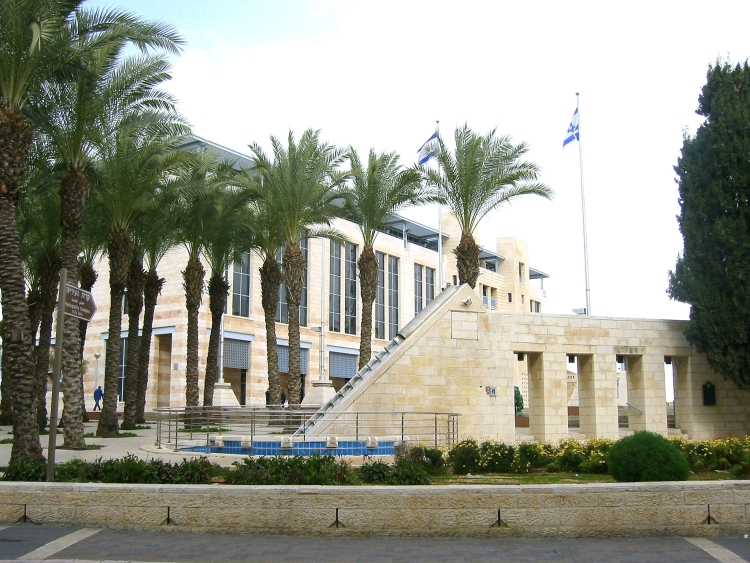
مبنى بلدية القدس في ساحة الصفراء

لأغراض حكومية، تنقسم إسرائيل إلى ست مناطق: المنطقة الوسطى ؛ منطقة حيفا منطقة القدس المقاطعة الشمالية الحي الجنوبي ومنطقة تل أبيب. تنقسم المناطق إلى خمسة عشر مقاطعة فرعية وإلى خمسين منطقة طبيعية. يتم تنسيق إدارة المناطق من قبل وزارة الداخلية.
هناك ثلاثة أشكال من الحكم المحلي في إسرائيل: مجالس المدن، والمجالس المحلية، والمجالس الإقليمية. مجالس المدن تحكم البلديات المصنفة كمدن، والمجالس المحلية تحكم البلديات الصغيرة، والمجالس الإقليمية تحكم مجموعات من المجتمعات. تهتم هذه الهيئات بالخدمات العامة مثل التخطيط الحضري وتقسيم المناطق وتوفير المياه وخدمات الطوارئ والتعليم والثقافة، وفقًا لإرشادات وزارة الداخلية. تتألف الحكومات المحلية من مجلس حكم يرأسه رئيس البلدية. يتم اختيار العمدة وجميع أعضاء المجلس في الانتخابات البلدية.
وزارة الدفاع مسؤولة عن إدارة الأراضي المحتلة.

## انظر ايضا
- قائمة الأحزاب السياسية في إسرائيل
- Judiciary of Israel
- قائمة رؤساء الكنيست
- السياسة في إسرائيل